# Dick Keith
Richard „Dick” Matthewson Keith (ur. 15 maja 1933 w Belfaście, zm. 28 lutego 1967 w Bournemouth) – północnoirlandzki piłkarz występujący na pozycji obrońcy.

## Kariera klubowa
Keith treningi rozpoczął w zespole 33rd Old Boys. W 1950 roku trafił do Linfield. Z zespołem tym zdobył trzy mistrzostwa Irlandii Północnej (1954, 1955, 1956) oraz Puchar Irlandii Północnej (1953). W 1956 roku przeszedł do angielskiego Newcastle United. W 1961 roku spadł z nim Division One do Division Two. Graczem Newcastle był do 1964 roku. Potem grał jeszcze w Bournemouth (Division Three) oraz amatorskim Weymouth. Zmarł w 1967 roku.

## Kariera reprezentacyjna
W reprezentacji Irlandii Północnej Keith zadebiutował 6 listopada 1957 w wygranym 3:2 pojedynku British Home Championship z Anglią. W 1958 roku został powołany do kadry na mistrzostwa świata. Zagrał na nich w meczach z Czechosłowacją (1:0), Argentyną (1:3), RFN (2:2), Czechosłowacją (2:1) oraz Francją (0:4). Z tamtego turnieju Irlandia Północna odpadła w ćwierćfinale.
W latach 1957–1962 w drużynie narodowej Keith rozegrał 23 spotkania.